# Hüsnüşah Hatun
Hüsnüşah Hatun (en turco otomano: حسنی شاہ خاتون‎   "belleza del şah") (Emirato de Karaman, c.1458 — Bursa, c.1520), también conocida como Hüsnümah Hatun, fue la consorte del sultán Bayezid II del Imperio Otomano. Como muchas esposas de sultanes, Hüsnüşah participó en obras de caridad; en particular, fue la iniciadora de la construcción de la Mezquita Hatuniye en Manisa.

## Orígenes
Hüsnüşah Hatun nació en 1458. Ella era una de las hijas de Nasuh Bey, el nieto materno de Ibrahim II Bey, gobernante de los Karamánidas, y gobernador de İçil. Tenía dos hermanos llamados Pir Ahmed Bey y Abdülkerim Bey.
Sin embargo, el historiador turco, Necdet Sakaoğlu señala que esta afirmación es incorrecta, ya que en los archivos del harén aparece registrada como "Hüsnüşah binti Abduljelil", lo que indica que era una mujer de origen no musulmán.

## Vida
Hüsnüşah entró en el harén de Bayezid cuando aún era príncipe y gobernador de Amasya. Ella dio a luz a dos hijos, un hijo, Şehzade Şehinşah en 1474, y una hija, Sultanzade Sultan.En 1481, año de la subida al trono de Bayezid, Hüsnüşah, según la tradición, abandonó el harén para seguir a su hijo cuando se le otorgó el cargo de gobernador, acompañándolo primero a Manisa y luego en 1485, a Karaman.
En los años siguientes, ella construyó y dotó una mezquita en 1490, y Kurşunlu Han en 1497 en Manisa.
También hizo varias donaciones en memoria de sus antepasados.Además, Ibrahim Hakky Konyaly en la "Historia de Konya" escribe que sus edificios también están en Tokat. Por otro lado, Ibrahim Gökçen, en su libro “Historia y documentación de Manisa”, refiriéndose a documentos de los archivos del harén, afirma que por orden de Hüsnüşah, el complejo Hatuniye fue construido en Manisa en 1497, incluyendo una mezquita, un hospital, una cocina benéfica, una escuela y un hammam.
Después de la ejecución de Şehzade Şehinşah en 1511, Hüsnüşah informó en una carta que se había vuelto loca después de su ejecución, defendió su inocencia y solicitó que se construyera un mausoleo en su memoria. También mantuvo correspondencia con Selim I, el hermano victorioso de Şehinşah.
Uluçay y Pierce señalan que se han conservado las cartas de Hüsnüşah al sultán Selim I, en las que escribe sobre el destino del pueblo y de su hijo.

## Descendencia
Junto con Bayezid II, esta tuvo un niño y una niña:
- Sultanzade Sultan (1472 — 1520), tuvo descendencia
- Şehzade Şehinşah (1474 — 1511), fue gobernador de Manisa y Karaman. Falleció de causas desconocidas. Tuvo descendencia;

## Muerte
Después de la muerte de su hijo, Hüsnüşah Hatun se trasladó a Bursa en donde cayó en desgracia y en donde posteriormente fallecería en 1520, durante el reinado de Solimán el Magnífico (r. 1520 – 1566). Fue enterrada en el Complejo Muradiye.